# Kabinett Becker
Das Kabinett Becker (Landespräsidium) war von 12. Februar 1919 bis Dezember 1920 die Landesregierung des Freistaates Lippe. Sie war die erste parlamentarische Regierung in Lippe und löste den Volks- und Soldatenrat ab, der im Zuge der Novemberrevolution 1918 die Macht übernommen hatte. Trotz einer absoluten Mehrheit, bildete die SPD eine Koalitionsregierung mit der DDP.
| Amt               | Name                               | Partei  |
| ----------------- | ---------------------------------- | ------- |
| Ministerpräsident | Clemens Becker                     | SPD     |
| Staatsräte        | Heinrich Drake Adolf Neumann-Hofer | SPD DDP |